# (36055) 1999 RP31
1999 RP31 (asteroide 36055) é um asteroide da cintura principal. Possui uma excentricidade de 0.07655770 e uma inclinação de 1.95342º.
Este asteroide foi descoberto no dia 5 de setembro de 1999 por Lenka Kotková em Ondřejov.